# Wellington Pereira Rodrigues
Wellington Pereira Rodrigues, más conocido como Gum, (São Paulo, Brasil; 4 de enero de 1986) es un futbolista brasileño. Juega como defensa central y su equipo actual es el Clube de Regatas Brasil de la Serie B brasileña.

## Trayectoria

### Marília
Gum era un joven formado en Marília. Hizo su debut con el primer equipo en 2005, con el equipo en la Serie B, y también tuvo un período de préstamo sin pretensiones en Osvaldo Cruz en 2004.
El 13 de septiembre de 2006 fue cedido al Inter de Porto Alegre para disputar la Série A. En el colorado estuvo hasta el mes de julio. En marzo siguiente después de no hacer apariciones en la liga decidió rescindir su contrato y regresó a MAC.

### Ponte Preta
El 26 de junio de 2008 firmó un contrato por cinco años con el Ponte Preta, club de segunda división, que adquirió el 50% de sus derechos federativos. Fue un arranque inmediato para el club después de su llegada, impresionando en el año siguiente en el Campeonato Paulista.

### Fluminense
El 17 de agosto de 2009 se unió al Fluminense en la máxima categoría. Hizo su debut en la liga trece días después en una derrota por 2-0 ante Santos.
Gum anotó sus primeros goles en la máxima categoría del fútbol brasileño el 18 de octubre de 2009, anotando un doblete en el empate 2-2 en casa contra el Internacional. Terminó la campaña con 16 apariciones y tres goles, ya que su equipo evitó por poco el descenso.
También fue una unidad importante durante la carrera del club en la Copa Sudamericana 2009, anotando un gol contra Cerro Porteño que aseguró la clasificación a la final. También anotó el gol final en la victoria en casa por 3-0 contra Liga de Quito en el partido de vuelta, pero no alcanzó ya que su equipo terminó subcampeón (5-4 en el global).
Gum fue la primera opción durante la campaña ganadora de Flu en el Brasileirão de 2010, junto con Leandro Euzébio para formar la mejor defensa de la liga. También fue titular indiscutible en 2012, ganando otro título.
En enero de 2015 firmó un nuevo contrato de cuatro años con Fluminense. En su último partido de la temporada anotó el primero en una victoria en casa por 3-1 contra Avaí; siendo también su aparición número 300 con el club.
El 16 de septiembre de 2018 cuando su contrato entraba en sus etapas finales hizo su aparición número 400 con el Fluminense en su derrota por 3-1 en la liga nacional ante Athletico Paranaense. Al hacerlo ingresó a sus diez mejores creadores de apariencias de todos los tiempos eventualmente terminando en octavo lugar con 414.

### Carrera posterior
En marzo de 2019 se mudó a Chapecoense con un contrato de un año con la opción de un segundo. Jugó 20 veces en su única campaña nacional para el equipo de Santa Catarina anotando en una derrota por 2-1 ante el Flamengo, principales rivales de su antiguo empleador, el 12 de mayo.
Gum se transfirió nuevamente el 12 de febrero de 2020 uniéndose al CRB del Campeonato Alagoano. Jugó cinco partidos en su primera temporada estatal cuando ganaron el título incluida una victoria final por 1-0 sobre el CSA en la final el 5 de agosto.

## Clubes
| Club          | País   | Año         |
| ------------- | ------ | ----------- |
| Marília       | Brasil | 2004 - 2006 |
| Internacional | Brasil | 2006 - 2007 |
| Marília       | Brasil | 2007 - 2008 |
| Ponte Preta   | Brasil | 2008 - 2009 |
| Fluminense    | Brasil | 2009 - 2018 |
| Chapecoense   | Brasil | 2019        |
| CRB           | Brasil | 2020 -      |

## Palmarés

### Campeonatos Regionales
| Título              | Equipo     | País   | Año  |
| ------------------- | ---------- | ------ | ---- |
| Taça Guanabara      | Fluminense | Brasil | 2012 |
| Campeonato Carioca  | Fluminense | Brasil | 2012 |
| Taça Guanabara      | Fluminense | Brasil | 2017 |
| Taça Rio            | Fluminense | Brasil | 2018 |
| Campeonato Alagoano | CRB        | Brasil | 2020 |
| Campeonato Alagoano | CRB        | Brasil | 2022 |

### Campeonato Nacionales
| Título  | Equipo     | País   | Año  |
| ------- | ---------- | ------ | ---- |
| Serie A | Fluminense | Brasil | 2010 |
| Serie A | Fluminense | Brasil | 2012 |